# Fadder (välgörenhet)
Se även: Fadder (olika betydelser)
Fadder är ursprungligen benämningen på en person som i samband med det kristna dopet åtar sig att be för den person som döps och att vägleda denne i den kristna tron. I överförd bemärkelse används termen i internationell biståndsverksamhet. Fadderskapet innebär här att en enskild person via en välgörenhetsorganisation åtar sig ett långsiktigt ekonomiskt ansvar för ett eller flera barn, ofta i tredje världen. Barnet som är föremål för hjälpen kallas fadderbarn. Det finns ett flertal organisationer som erbjuder denna typ av verksamhet.